# Józefów (Kampinos)
Pour les articles homonymes, voir Józefów.
Józefów [juˈzɛfuf] est un village polonais, situé dans la gmina de Kampinos, dans la Powiat de Varsovie-ouest et la voïvodie de Mazovie dans le centre-est de la Pologne.
Il se situe à environ 3 kilomètres au nord-est de Kampinos, 24 kilomètres à l'ouest d'Ożarów Mazowiecki et à 37 kilomètres à l'ouest de Varsovie.
Le village a une population de 28 habitants en 2000.